# (35458) 1998 DU15
1998 DU15 (asteroide 35458) é um asteroide da cintura principal. Possui uma excentricidade de 0.06534750 e uma inclinação de 15.09197º.
Este asteroide foi descoberto no dia 23 de fevereiro de 1998 por NEAT em Haleakala.